# Ізмаїльский Чатал
Ізмаїльский Чатал — мис у вершині дельти Дунаю, що за 80 км від гирла (116 км від гирла по Кілійському гирлу). Розташований на території Румунії. Біля мису основне русло Дунаю розпадається на Кілійське та Тульчинське гирло.

## Румунська дамба
З метою збільшення водності Сулинського каналу в 1904 році Румунія побудувала на мисі Ізмаїльський Чатал струменеспрямовуючу дамбу. До виконання гідротехнічних робіт сток Дунаю розподілявся між Килійським та Тульчинським рукавами у співвідношенні 7:3. За матеріалами спостережень 1990 — 2001 років середня багаторічна витрата води у Кілійському рукаві зменшилися на 28% й становить лише 54% від стоку Дунаю.

## Див. Також
- Канал «Дунай-Чорне море»